# Cappella di San Nicola di Bari (Angri)
La cappella di San Nicola di Bari è un luogo di culto cattolico situato ad Angri, in provincia di Salerno.

## Storia
La cappella gentilizia venne fatta costruire su proposta del nobile angrese Riso De Risi nel 1321, dedicandola a san Nicola di Bari, dopo che egli si appropriò delle terre dove sorge la struttura religiosa. Dal nome del nobile derivò il toponimo, rimasto invariato nel tempo, di borgo Risi.
La facciata della cappella alla sua fondazione era di stile romanico. Vi sono attualmente su di essa due piccole finestre dalle quali è possibile accedervi dal suo 'interno. L'interno si presenta con un unico ambiente e vi è un solo altare maggiore per le celebrazioni eucaristiche inoltre, vi è un nartece dal quale oggigiorno è possibile accedervi solo dal secondo piano di una parte dell'annesso istituto delle suore compassioniste serve di Maria. Dietro l'altare maggiore c'è una nicchia (l'absidiola), nella quale è custodita una statua della Madonna di dimensioni umane e un deambulatorio nel quale vi è anche il locale della sacrestia, dal quale si può accedere da due porte presenti nell'abside. Sopra la porta alla destra dell'Altare maggiore, si osserva un'opera pittorica raffigurante Gesù e suor Maria Maddalena Costanza Starace (Beata) da giovane e un'altra opera, invece, è posta sopra la porta che sta alla sinistra dell'Altare maggiore che raffigura (di profilo) la predetta fondatrice dell'Ordine delle suore compassioniste, ma questa volta la si può ammirare in età avanzata. Entrambe queste opere pittoriche sono state inserite nella Cappella dopo la sua annessione all'Istituto. Dopo la creazione del vicino Istituto delle suore, venne creata anche una porta nell'aula della chiesa ove si trova sulla parete che è situata tra la porta d'ingresso e alla sinistra dell'Altare maggiore, per consentire l'accesso, nella chiesa, direttamente dalla portineria del vicino convento delle suore.
Nel '700 la cappella venne ricostruita interamente in puro stile barocco.
Con la creazione del vicino Istituto delle suore compassioniste serve di Maria, la cappella divenne proprietà dell'istituto e venne annessa come cappella privata del convento oltre a mantenere le funzioni liturgiche anche verso la popolazione.
Nel 1944 il pittore angrese Lorenzo Iovino realizzò nell'abside della cappella alcuni affreschi tra i quali vi sono: delle scene della Vita di san Nicola di Bari, della personificazione umana di Dio e della Madonna venerata, terminati nell'anno 1956 come riportato di fianco alla sua firma. Il primo dipinto è posto sulla porta e sopra al dipinto che si trova alla destra dell'altare maggiore, il secondo è collocato sopra la statua della Madonna che si trova dietro l'abside, infine il terzo sulla porta e alla sinistra dell'altare maggiore.